# Pierre Humphrey
Pierre Humphrey (* Januar 1986) ist ein deutscher Popsänger. Einem breiten Publikum wurde er kurzzeitig durch den Gewinn der Castingshow Teenstar bekannt, die zwischen April und Juni 2002 im Abendprogramm des privaten Fernsehsenders RTL II ausgestrahlt wurde.

## Leben
Humphrey wurde als Sohn eines US-Amerikaners und einer Deutschen geboren und wuchs bei Mainz auf. Zwischen 1997 und 2002 besuchte er das Peter-Cornelius-Konservatorium in Mainz und ließ sich in klassischem Gesang ausbilden. Dort durfte er bereits mit 14 Jahren im Jahr 2000 die Hauptrolle der Uraufführung „Das Geheimnis des schwarzen Giftes“ anlässlich des Gutenberg-Jubiläums in Mainz spielen. Einen ersten kleineren Erfolg landete er 2001, als er sich bei einem vom Holiday Park ausgelobten Karaokewettbewerb gegen 4.500 Teilnehmer durchsetzen konnte und den 1. Preis gewann.
Im Jahr darauf bewarb er sich für die Castingshow Teenstar und drang nach mehreren Qualifikationsrunden, während denen die Teilnehmer professionelles Tanz- und Gesangstraining erhielten, gegen die anfangs 7.500 Bewerber in das Finale vor. Aus diesem ging der damals 16-Jährige mit 34 % der per Telefonabstimmung abgegebenen Stimmen als Sieger hervor. Als Gewinn erhielt er einen Plattenvertrag bei Polydor.
Nachdem bereits der gemeinsam mit den anderen Teilnehmern eingespielte Sampler Teen Academy Vol. 1 den Sprung in die deutschen Albumcharts geschafft hatte, war Humphrey auch mit seiner Debütsingle erfolgreich. Der Song Sunshine stieg bis auf Platz 12 der deutschen Singlecharts. Doch schon die Nachfolgesingle verfehlte diese Marke weit und das im Dezember 2002 veröffentlichte Album Live It Right konnte sich nicht in den Charts platzieren. Jedoch trat er in dieser Zeit in Fernsehshows wie The Dome sowie im Vorprogramm der Four Seasons Tour der No Angels auf.
In den folgenden Jahren, nachdem er von 2003 bis 2005 mit Bestnote seine Ausbildung zum staatlich anerkannten Schauspieler und Musicaldarsteller auf der Stage & Musical School Frankfurt absolviert hatte, konzentrierte sich Humphrey auf eine Karriere als Schauspieler, Tänzer und Musicaldarsteller. So war er unter anderem 2003 in einer Inszenierung der Rocky Horror Picture Show am Staatstheater Darmstadt zu sehen, 2004 verkörperte er die Hauptrolle Bernard im Stück Boeing Boeing auf der Studio Bühne Frankfurt, zwischendurch arbeitete er als Choreograph für einige Tanzprojekte und ab dem Frühjahr 2007 war er in der Hauptrolle des Konfirmand Fritz am Volkstheater Frankfurt zu sehen. Danach wirkte er in der Komödie Frankfurt bei My Fair Lady unter anderem als Jeremy mit und im Jahre 2008 im Musical  König Drosselbart und dem Schauspiel Rumpelstilzchen der Hanauer Brüder Grimm Märchenfestspiele. Auch im Jahre 2009 spielte er dort im Musical Dornröschen und dem Schauspiel Das blaue Licht, danach noch den Hippie Zwerg in „Schneewittchen“, die hessische Wache in „Die zertanzten Schuhe“ und die böse Stiefschwester in „Swanhwita“.
Als Tänzer wirkte er unter anderem im Video zu Sabrina Setlurs Single Lauta und für das ehemalige Bro’Sis-Mitglied Indira im Video zur Single Oh mit und tanzte in der Spielzeit 2009/2010 am Staatstheater Wiesbaden im Musical Kiss Me, Kate, „Sweet Charity“ und „Evita“ im Extraballett. Des Weiteren spielte er noch Hauptrollen am Volkstheater in Frankfurt am Main und im Zweipersonenstück Aussetzer in den Mainzer Kammerspielen. Nebenbei ist er Frontsänger der Coverbands Fasttrain und Black and Blue, mit denen er im Rhein-Main-Gebiet regelmäßig Auftritte hatte, aber mittlerweile aufgelöst sind.
Am 27. Juni 2008 veröffentlichte er eine neue Single bei Sony BMG. Unter dem Projektnamen „Star Trooper“ sang er den Song One in a million ein, der bereits von Bosson interpretiert wurde. Darauf folgte die Single Angelia, ein Cover von Richard Marx.
Humphrey war ebenfalls an der Komposition von Werbetrailern für das ZDF beteiligt oder auch Songwriter für den Track Shining star (Gypsy Circus) auf dem Album Moonrise von Loona und ebenfalls Songwriter für diverse Chillout-Kompositionen und lieh diesen auch seine Stimme. 2011 nahm er an den Blind Auditions von The Voice of Germany teil.
Humphrey ist auch seit 2009 Ensemblemitglied der Regional erfolgreichen „Zeitgeist“-Revue an den Mainzer Kammerspielen und spielt bis heute in mehreren Revuen und Weihnachtsstücken. 2012 bis 2014 spielte er die Hauptrolle „Maik“ in „Tschick“ nach Wolfgang Herrndorfs Bestseller. Seit 2014 spielt Humphrey auch im Theater des Frankfurter Travestiestars Bäppi la Belle u. a. „Jacob“ in „La Cage Aux Folles“. Ab 2015 wird Humphrey in den Mainzer Kammerspielen in „Der Hundertjährige der aus dem Fenster stieg und verschwand“ nach dem Bestseller von Jonas Jonasson auf der Bühne stehen.
Im Jahre 2017–2018 nahm Humphrey eine künstlerische Auszeit und entschied sich für ein Work and Travel Programm in Australien um neue Inspiration und Kraft zu schöpfen. Zurück in Deutschland 2018 zog es ihn zurück ins Theater und spielte unter anderem im Badischen Staatstheater in der Produktion Hair. Er ist Sänger der Band Skinny Jeans, mit der er regelmäßig auftritt. 2022 feierte Humphrey sein 20-jähriges Jubiläum seit dem Gewinn der Casting-Show Teenstar 2002 und nahm seine damalige Hit Single Sunshine nochmal neu auf. „Sunshine 2022“ wurde unter Via Music am 23. Juli 2022 veröffentlicht.

## Diskografie
Alben
- 2002: Live It Right

Singles
- 2002: Sunshine
- 2002:  I Will Do
- 2008:  One in a Million  (Unter dem Projektnamen Star Trooper)
- 2008:  Angelia (Unter dem Projektnamen Star Trooper)
- 2022: Sunshine 2022

Samplerbeitrag
- 2002: Teen Academy Vol. 1 (gemeinsame Veröffentlichung aller Finalisten der Castingshow Teenstar)